# کوبودو اوکیناوایی
کوبودو اوکیناوایی (به ژاپنی: 沖縄古武道)، (به انگلیسی: Okinawan Kobudo) به مجموعه جنگ‌افزارهای هنرهای رزمی اوکیناوا و روش‌های بکارگیری آن‌ها گفته می‌شود.
کوبودو یک اصطلاح ژاپنی است که می‌توان آن را به طریقت مبارزه قدیم ترجمه کرد. کوبودوی اوکیناوایی شامل جنگ‌افزارهایی چون روکوشاکوبو (بو یا چوب بلند شش فوتی)، سای (جنگ‌افزاری با سه شاخه)، تونفا (نوعی باتوم دسته‌دار)، کاما (به شکل داسی کوچک)، نانچیکو (چوب زنجیردار)، تکو (شبیه به پنجه‌بوکس)، تینبه روچین (نیزه کوتاه و سپر)، سوروجین (زنجیر با وزنه)، تامبو (چوب کوتاه)، هانبو (چوب متوسط) و اکو (شبیه به پارو) است.
سبک‌های مختلفی وجود دارند که به‌طور ویژه به تمرین کوبودو اوکیناویی می‌پردازند. علاوه بر آنها، سبک‌هایی از دیگر هنرهای رزمی اوکیناوا نیز هستند که تمامی یا بخشی از این جنگ‌افزارها را به کار می‌برند؛ از این هنرها می‌توان کاراته گوجوریو را نام برد که تمامی جنگ‌افزارهای کوبودو اوکیناوایی را دارند.

## تاریخچه
در داستان‌ها و نیز باور مردم چنین آمده که پس از حمله سامورایی‌های قلمروی ساتسوما در ژاپن به جزایر ریوکیو (اوکیناوای امروزی)، آن‌ها روستاییان را از داشتن جنگ‌افزار منع کردند و همین باعث شد که جنگ‌افزارهای کوبودی اوکیناوایی امروزی از ابزارهای ساده زندگی کشاورزی پدید آیند. اگرچه جنگ‌افزارهایی با همین شکل در چین، مالزی و اندونزی از زمان‌های باستان وجود داشته‌است.

## جنگ‌افزارها و کاتاها
کوبودوی اوکیناوایی در نزدیک به یک سده پیش به اوج و شکوفایی کامل خود رسید و بیشتر کاتاهای امروزی در آن زمان نیز اجرا می‌شده‌اند و تنها بعدها تعداد کمی از آن‌ها تغییر کرده و بهبود یافتند. کم شدن آموزش ریوکیو کوبوجوتسو (کوبودو اوکیناوایی را با این نام نیز می‌شناخته‌اند) در آغاز سده بیستم، آینده این هنر رزمی را به خطر انداخت. در دوره تایشو (۱۹۱۲ - ۱۹۲۶)، برخی از رزمی‌کاران همچون یابیکو مودن حمله‌های بسیاری به این هنر رزمی‌کردند. بیشتر فرم‌هایی که امروزه باقی مانده‌اند به خاطر کوشش‌های تایرا شینکن (Taira Shinken) بوده‌است که در آغاز سده بیستم میلادی در سراسر جزایر ریوکیو سفر می‌کرد که حاصل آن گردآوری ۴۲ کاتای هشت جنگ‌افزار اوکیناوایی بوده‌است.

### بو
بو (bō) چوبی با بلندی حدود شش فوت است که برخی اوقات دو انتهای آن باریک‌تر است. احتمالا از یک وسیله کشاورزی به نام تنبین (Tenbin) گرفته‌اند که چوبی است که آن را روی شانه‌ها می‌گذارند و دو سبد از دو انتهای آن آویزان می‌کنند. همچنین می‌تواند به عنوان دسته بیل یا شن‌کش استفاده شود. از جنگ‌افزارهای دیگری همچون جو و هانبو بلندتر است و می‌تواند حتی از عصاهای پیاده‌روی‌های راهبان نیز گرفته شده باشد. بو را قویترین جنگ‌افزار اوکیناوایی می‌دانند چرا که ضعف دیگر جنگ‌افزارها در مبارزه با آن نمایان می‌شود. بو قدیمی‌ترین جنگ‌افزار اوکیناوایی است و معمولاً با چوب بلوط سرخ یا سفید ساخته می‌شود.

### سای
سای (Sai)، یک جنگ‌افزار سه‌شاخه است که گمان می‌رود از وسیله‌ای مانند چنگک کشاورزی به وجود آمده‌باشد که در کشاورزی بکار می‌رود. پلیس محلی اوکیناوا (Ufuchiku) در دوره فئودال ژاپن از وسیله‌ای مانند سای بهره می‌برد که بنام جیت یا جوت شناخته می‌شد و شباهت زیادی با اسلحه سای دارد. جیت در نوع پیشرفته با نام سای-جیت نیز شناخته می‌شود. شاخه میانی آن بلند بوده و برای ضربه زدن به حریف است و از دو شاخه کوچکتر اطراف آن برای گیر انداختن سلاح حریف (شمشیر، بو و غیره) استفاده می‌شود. گونه‌ای دیگر از آن وجود دارد که جهت دو شاخه کوچک ان برخلاف یکدیگر است و با نام مانجی‌سای شناخته می‌شود.

### تونفا
تونفا (Tonfa) یک چوب با طول حدود ۱۵ تا ۲۰ اینچ است که دسته‌ای کوچک به‌طور عمود بر آن قرار دارد و معمولاً با چوب درخت بلوط قرمز و به صورت جفتی ساخته می‌شود. بیشتر کاتاهای آن همچون کاتاهای دیگر جنگ‌افزارهای اوکیناوایی بیانگر فرم‌‌های دست خالی است. در دهه ۱۹۶۰ با افزایش گرایش به شناخت هنرهای رزمی در جهان، سازمان‌های اجرایی قانون در جهان به برتری‌های تاکتیکی تونفا بر باتوم پی بردند و بدین دلیل است که امروزه نیروهای امنیتی کشورهای مختلف از آن استفاده می‌کنند.

### نونچاکو
نونچاکو (Nunchaku) یک سلاح سرد سنتی اوکیناوایی است که از دو میلهٔ باریک تشکیل می‌شود که در انتها با یک زنجیر یا طناب کوتاه به هم متصل شده‌اند. یک باور عامیانه می‌گوید که نانچاکو در اصل یک ابزار خرمن‌کوبی برای جداکردن برنج از شلتوک بوده که کشاورزان ژاپنی آن را به شکل یک سلاح مرگبار درآوردند تا با آن به نبرد سامورایی‌ها اشغالگر بپردازند. برخی دیگر نیز می‌گویند که کشاورزان اوکیناوایی، نونچاکو را با تغییر در نوعی لگام اسب در سدهٔ هفدهم میلادی ابداع کردند. نونچاکو در برخی هنرهای رزمی چینی نیز به کار گرفته می‌شود، اما چوب‌های نوع اوکیناوایی آن در اصل دارای سطح مقطع هشت‌ضلعی بوده و با موی اسب به هم متصل می‌شوند. گونه‌های مختلفی از آن وجود دارد، که برخی از سه قسمت تشکیل شده‌اند (سان‌ستسوکون) و برخی نیز از قطعات بیشتری. داشتن این جنگ‌افزار در ایالت نیویورک آمریکا، کانادا و برخی کشورهای اروپایی غیرقانونی است.

### کاما
کاما (Kama)، ابزار کشاورزی سنتی ژاپن و فیلیپین است که از آن به عنوان جنگ‌افزار نیز استفاده می‌کنند. کاما را می‌توان تکی یا دوتایی به کار گرفت. در مبارزه از لبه و نوک تیغه کاما که بسیار تیز هستند استفاده می‌شود که به راحتی می‌تواند باعث ایجاد جراحت‌های خطرناک در حریف شود. در کاتاهای اوکیناوایی می‌توان از لبه و نوک تیغه کاما برای دفاع، گیر انداختن و خلع سلاح حریف استفاده کرد.

### اکو
اکو (Eku) (آنرا ایکو یا ای‌ئه‌کو نیز می‌نامند) جنگ‌افزاری اوکیناوایی است که از پارو گرفته شده و حدود ۱۶۰ سانتی‌متر طول دارد. طبق داستان‌های بازمانده از گذشته، ماهیگیران از پارو برای دفاع از خود در برابر دشمنان مسلح استفاده می‌کرده‌اند. معمولاً پیش از اینکه کسی شروع به یادگیری اکو کند به او بو (چوب بلند) را یاد می‌دهند. اکو وزنی بیشتر از بو دارد و مرکز ثقل آن نیز در مرکز آن نیست به همین دلیل یادگیری آن سخت‌تر از بو است. به دلیل وزن زیاد اکو، معمولاً تکنیک‌های آن شامل ضربه‌های دورانی بزرگ است.